# Société Européenne pour la Formation des Ingénieurs
Société européenne pour la formation des ingénieurs, SEFI, är en europeisk organisation för ingenjörsutbildning. Sefi ger varannan månad ut den vetenskapliga tidskriften European Journal of Engineering Education. Varje år ordnar Sefi en konferens om ingenjörsutbildning. Konferensen har varit i Sverige två gånger, 1993 i Luleå och 2006 i Uppsala.